# Петнадесета народоосвободителна поречка бригада
Петнадесета поречка бригада е комунистическа партизанска единица във Вардарска Македония, участвала в така наречената Народоосвободителна войска на Македония.

## Дейност
Създадена е на 12 септември 1944 година край село Челопеци. До създаването на бригадата се стига след като военните части на Войче Требич преминават в нова формация на НОВ, откакто в Поречие навлиза Прилепската бригада.
Петнадесета поречка бригада заедно с пета прилепска бригада на 28 август 1944 година напада пограничния български участък при село Здуне. В борбата се включват и български самолети, които постоянно бомбардират и стрелят с картечниците си. В битката загива и заместник-командира на Прилепската бригада Илия Йовановски, заедно с десети партизани от Поречката и прилепската бригада.
Бригадата убива 20, ранява 30 и пленява голям брой български войници край село Дреновец.

## Състав
- Гьоко Сайкович – Божо – командир
- Илия Йовановски – командир
- Захари Трайковски – Бърко – командир
- Петър Брайович – заместник-командир
- Петър Пепелюговски – политически комисар
- Предраг Айтич